# 金州湾機場駅
金州湾機場駅（きんしゅうわんきじょう-えき）は、中華人民共和国遼寧省大連市金州区に位置する大連地下鉄1号線の駅。大連金州湾国際空港のターミナルに併設が予定されている。

## 駅周辺
- 大連金州湾国際空港(未開業) - 併設予定